# Silvia Jato
Silvia Jato Núñez (Lugo, 6 de junio de 1971) es una presentadora de televisión y modelo española. Es licenciada en Ciencias Económicas y Empresariales por la Universidad CEU San Pablo de Madrid.

## Biografía

### Carrera como modelo
Inició su carrera profesional como modelo. Elegida Miss Galicia, participó en el Certamen de Miss España en 1989, donde fue elegida Miss Nacional y Miss Fotogenia. En 1991 fue primera dama de Honor de Miss Europa, certamen en el que también obtuvo los títulos de Miss Fotogenia y Miss Simpatía.

### Carrera profesional

#### TVG: Televisión Autonómica de Galicia (1990-1996)
En 1990 comenzó su carrera profesional en el mundo de la televisión en TVG (Televisión Autonómica de Galicia) como presentadora del programa Sabor a ti. Un año después presentó en esta misma cadena el especial fin de año titulado Sabor 92, la Gala pro-Bosnia junto a Paco Lodeiro y la Gala Santiago de Compostela, Capital Cultural Europea del año 2000.
También presentó en TVG la Pasarela de Estrellas durante los años 1995 y 1996.

#### Antena 3 (1996-2006)
En 1996 empezó a trabajar también para Antena 3 Televisión, donde hizo la presentación del canal Antena 3 Internacional, así como la Gala de Nochevieja. Poco después presentó en TVG la gala de moda Pazo de Mariñán y un año después la segunda edición de esta misma gala.
En 1997 empezó a trabajar como redactora del programa En Antena de Antena 3, espacio que conducía Inés Ballester. Posteriormente pasó a presentar Noche de impacto (1998) junto a Carlos García Hirschfeld, dos temporadas de Mírame (1999-2000) y más recientemente Pelopicopata (2004) y Los Más (2004), junto a Arturo Valls.  Todos ellos en Antena 3.
De 2000 a 2005 condujo el programa que más éxito le ha dado, Pasapalabra, también en Antena 3. Y en 2005 presentó el espacio De vez en cuando la vida y, por segunda vez la Gala de Nochevieja.

#### Telecinco (2006-2007)
Ya en el 2006 la presentadora tras finalizar su contrato con Antena 3 y firmó con Telecinco, donde permanece un año, presentando durante unos meses el programa vespertino Allá tú, sustituyendo a Jesús Vázquez.

#### Trayectoria profesional entre 2007 y 2013 (TVE, Cuatro, Veo7 y Telemadrid)
En mayo de 2007 participó como monologuista en el concurso El club de Flo, en La Sexta. Poco después era fichada por Televisión Española. Su único trabajo para la cadena pública sin embargo fue sustituir a Inés Ballester en la presentación del magacín Por la mañana durante el verano de 2007.
Contratada por la cadena Cuatro en 2008, desde junio de ese año presenta el concurso Fifty Fifty. Después de tener a su tercera hija en agosto de 2009, regresó al trabajo, acompañando a Xosé Ramón Gayoso en la presentación del programa Luar en TVG.
En 2010 presenta un concurso musical en las autonómicas 7 Región de Murcia, Telemadrid, Canal Sur, Aragón TV, Canal 9 y Castilla-La Mancha TV, titulado Generación de estrellas.
Un año después, en enero de 2011, comienza a conducir el concurso Trivial Pursuit, en Veo7 Televisión.
Desde el 16 de enero hasta el 2 de marzo de 2012, presentó el concurso Metro a metro, en Telemadrid acompañada por David Moreno.
Imagen para la campaña de publicidad 2012 de Salus Floradix España, S.L. a través de la agencia Playroom 360° que contó con el estilista JDYS

#### Es Radio (2013-2014)
Entre septiembre de 2013 y finales de 2014 colabora en el programa de radio Es la mañana de Federico en esRadio presentando todos los lunes la sección de psicología del programa.

#### TVG (2014-2015)
A finales de 2014 se traslada a Vigo para presentar Na nosa nube y el programa Boas Tardes, en sustitución de Luis Fraga hasta junio de 2015, producido por la Productora Faro y emitido en directo por la TVG.

#### La 1 TVE (2016-2018)
El 27 de junio de 2016 se conoce que Silvia Jato sustituirá a Mariló Montero al frente de La mañana de La 1 en TVE durante los meses de julio y agosto. En verano de 2017 vuelve a presentar La mañana de La 1 durante los meses de julio y agosto, esta vez en sustitución de María Casado, hecho que repite en el verano de 2018.
En la actualidad ha presentado Os nodos Sabios en la TVG 2019.

#### Telemadrid (2023-)
El 24 de enero de 2023 estrenó en Telemadrid el programa musical Lalala.

### Vida personal
Silvia Jato está divorciada y tiene tres hijos: Lucas, nacido en 2002; Claudia, en 2005; y Lucía, en 2009.
A principios del año 2012, comunica su separación, no habiendo iniciado proceso alguno de divorcio. En 2013, mantuvo una corta relación sentimental con Enrique López, por entonces magistrado del Tribunal Constitucional.
Desde 2015 mantiene una relación con Alberto Fabra, expresidente de la Generalidad Valenciana. Empezaron a citarse a mediados de ese año y el romance se hizo público en verano después de que Fabra dejara su cargo político.

## Premios y nominaciones
Ha sido nominada en dos ocasiones (2003 y 2004) a los Premios ATV como Mejor Comunicadora de Programas de Entretenimiento; en 2015 consigue dicho premio: el IRIS de la Academia y en tres (2001, 2002 y 2003) al TP de Oro como Mejor presentadora. premio antena de oro, micrófono de oro y micrófono de plata, entre otros muchos. En 2019 se la distingue con el premio de la Vieira.

### TP de Oro
| Año  | Categoría          | Programa    | Resultado |
| ---- | ------------------ | ----------- | --------- |
| 2001 | Mejor Presentadora | Pasapalabra | Nominada  |
| 2002 | Mejor Presentadora | Pasapalabra | Nominada  |
| 2003 | Mejor Presentadora | Pasapalabra | Nominada  |

### Premios ATV
| Año  | Categoría                                    | Programa    | Resultado |
| ---- | -------------------------------------------- | ----------- | --------- |
| 2003 | Comunicadora de Programas de Entretenimiento | Pasapalabra | Nominada  |
| 2004 | Comunicadora de Programas de Entretenimiento | Pasapalabra | Nominada  |
| 2015 | Premio Iris Programa Autonómico              | Boas Tardes | Premiada  |

### Premios Zapping
| Año  | Categoría           | Programa    | Resultado |
| ---- | ------------------- | ----------- | --------- |
| 2004 | Mejor presentador/a | Pasapalabra | Nominada  |